# 감정에 호소하는 논증
연민에 호소하는 논증 또는 감정에 호소(Appeal to pity, 라틴어: argumentum ad misericordiam)는 어떤 사람이 결론에 동의하도록 설득하기 위해 연민이나 공감과 같은 유사한 감정에 부적절하게 호소하는 오류이다. 이것은 감정에 호소하는 논증의 특정 유형이다. 이 오류는 두 가지 방식으로 발생할 수 있다. 1) 연민(또는 유사한 감정)에 대한 호소가 논증의 실제 요점과 아무 관련이 없는 경우, 또는 2) 논의되는 상황에 비해 감정적 호소가 과장되거나 지나친 경우이다.
모든 연민에 대한 호소가 논리적 오류는 아니다. 연민의 감정이 결론과 직접적으로 관련되어 있고 논증을 논리적으로 뒷받침하는 데 도움이 되는 경우, 합리적일 수 있다. 예를 들어, 도움을 요청할 때 연민에 호소하는 경우이다.

## 예시
- "시험 채점을 잘못하셨을 거예요. 제 진로가 좋은 점수를 받는 것에 달린 줄 알았기 때문에 몇 주 동안 정말 열심히 공부했어요. 낙제점을 주시면 망하게 될 거예요!"
- "배심원 여러분, 휠체어에 앉아 다리를 쓸 수 없는 이 비참한 남자를 보세요. 이런 남자가 정말 횡령죄를 저질렀을까요?"

## 같이 보기
- 결과에 호소하는 논증
- 인신 공격의 오류
- 아이들을 생각하라